# Палас, Николай Дмитриевич
Никола́й Дми́триевич Пала́с (укр. Микола Дмитрович Палас; 26 мая 1980, Дмитровка) — украинский военнослужащий, бригадный генерал, участник российско-украинской войны. Герой Украины (2023).

## Биография
Родился 26 мая 1980 года в селе Дмитровка Болградского района Одесской области в многодетной семье учителей. По национальности — гагауз. Окончил Одесский институт сухопутных войск. Служил в 25-й отдельной воздушно-десантной бригаде, где прошёл путь от офицера до заместителя командира бригады. В 2018 году был назначен командиром 35-й отдельной бригады морской пехоты, которой руководил до 2021 года.
С первых дней российско-украинской войны принимал активное участие в боевых действиях. В феврале 2014 года, находясь с разведывательной ротой в Крыму, отказался подчиниться российским войскам и с оружием в руках обеспечил выход своего подразделения с полуострова.

## Награды
- Звание «Герой Украины» с удостоением ордена «Золотая Звезда» (18 мая 2023) — за личное мужество и героизм, проявленные в защите государственного суверенитета и территориальной целостности Украины, верность военной присяге[2].
- Орден Богдана Хмельницкого I степени (24 мая 2022) — за личное мужество и высокий профессионализм, проявленные в защите государственного суверенитета и территориальной целостности Украины, верность военной присяге[3].
- Орден Богдана Хмельницкого II степени (21 мая 2021) — за личное мужество и высокий профессионализм, проявленные в защите государственного суверенитета и территориальной целостности Украины, верность военной присяге[4].
- Орден Богдана Хмельницкого III степени (3 июля 2015) — за личное мужество и высокий профессионализм, проявленные в защите государственного суверенитета и территориальной целостности Украины, верность военной присяге[5].
- Орден «За мужество» III степени (19 июля 2014, посмертно) — за личное мужество и самоотверженные действия, проявленные в защите государственного суверенитета и территориальной целостности Украины, верность военной присяге[6].